# The Narrow Trail
The Narrow Trail è un film muto del 1917 diretto da William S. Hart e Lambert Hillyer.

## Produzione
Il film fu prodotto dalla Artcraft Pictures Corporation e dalla William S. Hart Productions sotto la supervisione di Thomas H. Ince.

## Distribuzione
Distribuito dalla Paramount Pictures e presentato da Thomas H. Ince, il film uscì nelle sale cinematografiche degli Stati Uniti il 30 dicembre 1917.
Nel 2003, masterizzato, il film fu distribuito dalla Encore Home Video; nel 2011, dalla Alpha Video.
Copie della pellicola sono conservata negli archivi della Library of Congress, del Museum of Modern Art e del George Eastman Museum.